# Халс, Том
Томас Эдвард Халс (англ. Thomas Edward Hulce; род. 6 декабря 1953) — американский актёр, певец и продюсер. Лауреат премий «Эмми» и «Тони», а также номинант на «Оскар» и «Золотой глобус».

## Биография
Вырос в Плимуте, штат Мичиган. Младший из 4-х детей в семье; мать — Джоанна Винкельман, одно время пела в женском оркестре, отец — Рэймонд Альберт Халс, работал на фирме «Форд мотор компани».
Мечтал стать певцом, но после ломки голоса принял решение, что будет театральным актёром. Окончил «Междуозёрную» (англ. Interlochen) академию художеств, изучал драму в школе искусств в Винстон-Салеме, штат Северная Каролина. В 1967 году выступал на сцене студенческого театра Университета штата Мичиган.
В начале 1970-х годов — на Бродвее и офф-Бродвее в эпизодических ролях. Затем играет ведущие роли в пьесах Чехова, Шекспира, Артура Миллера, в мюзиклах. На ТВ дебютировал в 1975 году. В кино через год снялся в роли брата в фильме «Песня о себе» (1976).
Мировую известность приобрел после блестящего исполнения роли Вольфганга Амадея Моцарта в оскароносном фильме Милоша Формана «Амадей» (1984, «Давид ди Донателло», номинации на «Оскар» и «Золотой глобус», Премия итальянской ассоциации журналистов).
В 1988 году исполнил роль Никки Лучано в фильме Роберта Янга «Доминик и Юджин» (номинация на «Золотой глобус», 1989). В 1990 году сыграл роль социального служащего, борца за свободу Микки Швернера в фильме «Убийство в Миссисипи» (номинации на «Золотой глобус» и «Эмми»).
Получил премию CableACE Award и номинирован на «Эмми» за роль Петера Патрон в мини-сериале «Хроники из жизни Хайди» (1995).
За озвучивание Квазимодо в анимационном фильме «Горбун из Нотр-Дама 2» (2002) получил номинацию на «Эмми» в 2003 году.
С 1998 года работает как театральный режиссёр в Сиэтле, штат Вашингтон. В 1990 году номинирован на премию «Тони» за роль в спектакле «Несколько хороших парней».

## Личная жизнь
В интервью газете «Seattle Gay News» в 2008 году Халс не стал отрицать, что он открытый гей и опроверг слухи о том, что у него якобы есть жена и дочь.

## Фильмография
| Год  |    | Русское название        | Оригинальное название              | Роль                    |
| ---- | -- | ----------------------- | ---------------------------------- | ----------------------- |
| 1975 | ф  | --                      | Forget-Me-Not-Lane                 | -                       |
| 1976 | ф  | --                      | Song of Myself                     | -                       |
| 1977 | ф  | --                      | September 30, 1955                 | -                       |
| 1978 | ф  | Зверинец                | National Lampoon's Animal House    | -                       |
| 1980 | ф  | --                      | Those Lips, Those Eyes             | -                       |
| 1984 | ф  | Амадей                  | Amadeus                            | Вольфганг Амадей Моцарт |
| 1986 | ф  | --                      | The Rise and Rise of Daniel Rocket | -                       |
| 1986 | ф  | --                      | Echo Park                          | -                       |
| 1987 | ф  | --                      | Slam Dance                         | Друд                    |
| 1988 | ф  | Доминик и Юджин         | Dominick and Eugene                | Доминик                 |
| 1988 | ф  | --                      | Shadow Man                         | -                       |
| 1989 | ф  | Родители                | Parenthood                         | Лэрри Бакмен            |
| 1989 | ф  | Чёрная радуга           | Black Rainbow                      | Гэри Уоллес             |
| 1990 | ф  | Убийство в Миссисипи    | Murder in Mississippi              | Майкл Швернер           |
| 1991 | ф  | Ближний круг            | The Inner Circle                   | Иван Саньшин            |
| 1993 | ф  | Бесстрашный             | Fearless                           | Брилстейн               |
| 1994 | ф  | Франкенштейн Мэри Шелли | Mary Shelley's Frankenstein        | Генри Клервал           |
| 1995 | ф  | Крылья отваги           | Wings of Courage                   | Антуан де Сент-Экзюпери |
| 1995 | ф  | Хроники из жизни Хайди  | The Heidi Chronicles               | Питер Патроне           |
| 1996 | мф | Горбун из Нотр-Дама     | The Hunchback of Notre Dame        | Квазимодо               |
| 2002 | мф | Горбун из Нотр-Дама II  | The Hunchback of Notre Dame II     | Квазимодо               |
| 2004 | ф  | Дом на краю света       | A Home at the End of the World     | продюсер                |
| 2006 | ф  | Персонаж                | Stranger Than Fiction              | доктор Кайли            |
| 2008 | ф  | Телепорт                | Jumper                             | доктор Боукер           |
| 2018 | ф  | Чайка                   | The Seagull                        | продюсер                |